# Pherkad

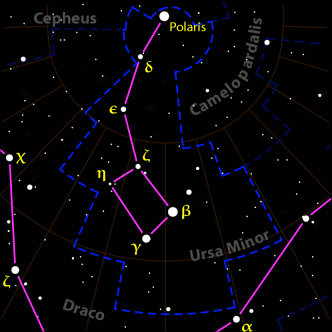
Estrella Pherkad

Pherkad es el nombre de la estrella γ Ursae Minoris (γ UMi / 13 Ursae Minoris), encuadrada en la constelación boreal de la Osa Menor.
Cerca de Pherkad se puede observar la estrella Pherkad Minor (11 Ursae Minoris), si bien las dos estrellas no están físicamente relacionadas, esta última unos 100 años luz más próxima a nosotros que Pherkad.
Pherkad no debe ser confundida con Phecda (γ Ursae Majoris), de nombre parecido.

## Nombre
El nombre de Pherkad proviene de la palabra árabe para «las dos crías», refiriéndose originariamente tanto a esta estrella como a Kochab (β Ursae Minoris).
Junto a esta última, son llamadas «Las Guardianas del Polo», pues cada noche dibujan un círculo en torno a Polaris (α Ursae Minoris), la estrella polar.
En China, esta estrella era conocida como Ta Tsze, «el príncipe heredero».

## Características físicas
De magnitud aparente +3,00, Pherkad es una gigante caliente de tipo espectral A3Iab y 8600 K de temperatura efectiva. Tiene una luminosidad 11.000 veces mayor que la del Sol y un diámetro 15 veces más grande. Su velocidad de rotación, superior a 170 km/s en el ecuador, es 85 veces más alta que la del Sol. Se piensa que es una estrella en evolución, probablemente con un núcleo inerte de helio rodeado de una capa de hidrógeno transformándose por fusión nuclear; su temperatura y luminosidad sugieren una masa aproximada de 5 masas solares.
Pherkad es una estrella variable, fluctuando unas décimas de magnitud en un período de 3,43 horas. Actualmente se la clasifica como una estrella variable Delta Scuti.
Se encuentra a 480 años luz del sistema solar.